# آر وان/ اکس کان
آر وان/ اکس کان (به انگلیسی: R1 XCON) برنامه کامپیوتری قانون محوری بود به زبان او پی اس فایو که ابتدا آر وان و بعدها اکس کان نام گذاری شد. این برنامه در سال ۱۹۸۵ توسط جان مک‌درموت و برای سفارش سیستم‌های وکس در شرکت دیجیتال ایکویپ‌منت کورپوریشن جهت انتخاب اتوماتیک قطعات نوشته شد. تلاش برای ساخت این سیستم خبره بعد از دو تلاش ناموفق برای پیاده‌سازی این سیستم به زبان‌های بیسیک و فرترن به موفقیت رسید.
اکس‌کان اولین بار در سال ۱۹۸۰ به بخش سالم، نیوهمپشایر کمپانی دیجیتال ایکویپمنت منتقل شد که در آن زمان این سیستم خبره ۲۵۰۰ قانون (قوانین پایگاه دانش) داشت و تا سال ۱۹۸۶ در حدود ۸۰ هزار سفارش را تکمیل کرد که حدود ۹۵ تا ۹۸ درصد دقت در عملکرد از خود به نمایش گذاشت. این برنامه در سال مبلغ ۲۵ میلیون دلار برای کمپانی صرفه جویی داشت که به دلیل سرعت در عملیات اسمبلی یا سرهم‌بندی قطعات و رضایت مشتریان بود.